# Josef Prestel
Josef Prestel (* 1888 in Kempten; † 1969) war ein deutscher Literat, Pädagoge und Essayist. Besonders die Fachdidaktik zur deutschen Sprache und Literatur in der Volksschule der 1950er und 1960er Jahre beeinflusste er stark. Als Assistent am Pädagogischen Seminar der LMU München begann seine Karriere. Er arbeitete lange in der Lehrerbildung für die Volksschule in München, erst an der Hochschule für Lehrerbildung bis 1942, später wieder in Lauingen bis 1953 und an der PH München-Pasing.
In der NS-Zeit lieferte er zum Märchen Deutungen wie: "Das Märchen ... wird geradezu zum Schaubild völkischer Tugenden: Treue, Standhaftigkeit, furchtloser Mut bei männlichen Helden ... demütige Hingabe bei weiblichen Helden." (1938, S. 62).

## Schriften (Auswahl)
- Geschichte des deutschen Jugendschrifttums, Herder, Freiburg 1933
- Grettir, ein nordischer Held, 1935
- Dichtung der Gegenwart in der Volksschule, 1936
- Heinrich der Löwe. Berlin 1. Aufl. 1937, 2. Aufl. 1943.
- Märchen als Lebensdichtung. Das Werk der Brüder Grimm, München 1938
- Methodik des Deutschunterrichts. Die Bildungsarbeit der Volksschule. Methodik ihrer Stufen und Fächer., Kösel, München 1956 (mehrere Auflagen)
- Lesen, Beltz, Darmstadt 1956
- Franz Huber (Hrsg.) mit Josef Prestel: Unterrichtsführung und Unterrichtsgestaltung in der Volksschule: Besondere Unterrichtslehre in Abrissen, 7. Aufl., Klinkhardt, Bad Heilbrunn 1962 (bekannt als Huber-Prestel)